# Sande, Møre og Romsdal
Sande este o comună din provincia Møre og Romsdal, Norvegia.